# Casa Musicale
 (juin 2024).
L'article doit être relu — et modifié si nécessaire — par des contributeurs indépendants pour apporter un regard critique aux contributions effectuées en violation des conditions d'utilisation de Wikipédia, tant sur la forme (notamment concernant le style encyclopédique, la proportionnalité) que sur le fond (la neutralité de point de vue, la qualité et l'indépendance des sources).
(Politique pour les contributions rémunérées | Comprendre le dépubage | En discuter)
 (juin 2024).
La Casa Musicale (Casa signifie maison en catalan) est une association culturelle créée en avril 1996, sous l'impulsion de la ville de Perpignan et du Ministère de la Culture. Son but est de promouvoir les cultures populaires et urbaines dans un esprit de mixité sociale et culturelle. Elle propose des espaces de création, des ateliers à l'année, des stages, et des évènements.
Elle développe une action centrée sur la formation, l’accompagnement des pratiques amateures et soutient la création des artistes en voie de professionnalisation, au sein de l’Arsenal, et dans les quartiers de Perpignan et les communes du département.

## Histoire
Au début présente dans les quartiers de la ville, La Casa Musicale s'installe en 1998 au cœur de l’ancien Arsenal de l'armée française, lui-même installé sur le site médiéval de l’ancien couvent des Carmes datant du XIIIe siècle. Ses bâtiments sont classés « monuments historiques » et s'étendent sur 2 hectares situé dans le centre-historique de Perpignan. La cinémathèque de l'institut Jean-Vigo est également présente à l'Arsenal depuis 1998.
La Casa Musicale correspond à la logique socio-urbaine de Perpignan, la volonté de la ville étant que les jeunes des quartiers difficiles n'ayant pas accès naturellement à la culture dite "savante" se réapproprient le centre pour se réapproprier la ville.
En 1996, à sa création, l'organisation se rallie au projet de Guy Bertrand, et à son association, "Amic", qui travaillait la musique en direction des Gitans. Il s'agissait d'élargir cette démarche à l'ensemble des composantes des autres quartiers de Perpignan.
Le service de la direction du développement social de la ville, né en 1995, à favorablement appuyé le projet. Les deux structures se sont mutuellement appuyées pour s'implanter dans les quartiers.
La première phase du projet était de créer les premiers événements, y compris la première édition de "Ida y Vuelta" en 1997. Il s'agit d'un festival de musique où le travail réalisé pendant l'année par les jeunes de La Casa Musicale est montré au public. Pour ne pas ressembler à une fête de quartier et afin de drainer un public plus large, des artistes célèbres sont invités à se produire en concert.
En janvier 1998, La Casa s'installe à L'Arsenal, c'est à cette époque que l'organisation entame une véritable saison, avec un programme d'activités hebdomadaires. À la rentrée 1998, on comptait environ 150 personnes, issues des quartiers difficiles, inscrits aux activités.

## Actions
L'association propose des ateliers hebdomadaires adultes et enfants qui regroupent une vingtaine de disciplines, comme le breakdance, la danse flamenco, le dancehall, le rap, le gospel, la capoeira, la guitare, le cajon, la fanfare. Elle propose aussi des stages pendant les week‑ends ou les vacances scolaires, et développe des projets hors les murs dans les établissements scolaires et les maisons de quartier.
La Casa Musicale accompagne également les artistes amateurs ou professionnels dans leurs projets: conseils, mise à disposition de studios d'enregistrement et de danse, masterclass et résidences. 
Le lieu accueille et organise des évènements culturels : festivals Max de bruit contre le Sida, Jazzèbre, Block party (battle international de hip hop)... La Casa Musicale a son propre festival: "Ida i Vuelta", où se produisent les professionnels et amateurs des ateliers et résidences de l'année ainsi que des groupes invités. Cet évènement gratuit  accueille en moyenne 20 000 personnes par édition et est reconnu comme une réussite an matière de mixité (sociale, générationnelle, géographique...). 

## Artistes reconnus issus de la Casa Musicale
- Némir (rappeur)
- Dany Dann (champion international de Breaking, médaillé d'argent aux Jeux Olympiques de Paris 2024)

## Chiffres clefs
- 14 salariés
- 900 adhérents
- Une centaine de bénévoles
- 40 intervenants dans les ateliers
- Une trentaine d'ateliers de pratiques amateures
- Un site de 2 hectares en centre-ville
- 90 groupes et compagnies accompagnés sur 1 200 jours de résidence.
- Une trentaine d'évènements organisés